# 金斯頓 (紐約州鎮)
金斯頓（英語：Kingston）是一個位於美國紐約州阿爾斯特縣的鎮。

## 人口
根據2020年美國人口普查的數據，金斯頓的面積為20.07平方千米，當中陸地面積為19.95平方千米，而水域面積為0.12平方千米。當地共有人口933人，而人口密度為每平方千米46人。